# Molophilus occultus
Molophilus occultus är en tvåvingeart som beskrevs av de Meijere 1918. Molophilus occultus ingår i släktet Molophilus och familjen småharkrankar. Arten är reproducerande i Sverige. Inga underarter finns listade i Catalogue of Life.